# ایست هارویک (ماساچوست)
ایست هارویک (به انگلیسی: East Harwich) یک منطقهٔ مسکونی در ایالات متحده آمریکا است که در شهرستان برنستبل، ماساچوست واقع شده‌است. ایست هارویک ۲۲٫۷ کیلومتر مربع مساحت و ۴٬۸۷۲ نفر جمعیت دارد و ۱۹ متر بالاتر از سطح دریا واقع شده‌است.